# 올림픽 말라위 선수단
말라위는 8번 하계 올림픽에 참가했다. 동계 올림픽에 출전한 적이 없다. 말라위도 1976년과 1980년 하계 올림픽을 보이콧했다가 1984년 하계 올림픽에 복귀했다.
말라위는 올림픽 메달을 획득한 적이 없다.

## 대회별 메달 집계

### 하계 올림픽 메달 집계
| 경기                  | 선수                  | 금                    | 은                    | 동                    | 합계                  | 순위                  |
| 1960년 로마           | 로디지아 (RHO)의 일부 | 로디지아 (RHO)의 일부 | 로디지아 (RHO)의 일부 | 로디지아 (RHO)의 일부 | 로디지아 (RHO)의 일부 | 로디지아 (RHO)의 일부 |
| 1964년 도쿄           | 불참                  |                       |                       |                       |                       |                       |
| 1968년 멕시코시티     | 불참                  |                       |                       |                       |                       |                       |
| 1972년 뮌헨           | 16                    | 0                     | 0                     | 0                     | 0                     | –                     |
| 1976년 몬트리올       | 불참                  |                       |                       |                       |                       |                       |
| 1980년 모스크바       | 불참                  |                       |                       |                       |                       |                       |
| 1984년 로스앤젤레스   | 15                    | 0                     | 0                     | 0                     | 0                     | –                     |
| 1988년 서울           | 16                    | 0                     | 0                     | 0                     | 0                     | –                     |
| 1992년 바르셀로나     | 4                     | 0                     | 0                     | 0                     | 0                     | –                     |
| 1996년 애틀랜타       | 2                     | 0                     | 0                     | 0                     | 0                     | –                     |
| 2000년 시드니         | 2                     | 0                     | 0                     | 0                     | 0                     | –                     |
| 2004년 아테네         | 4                     | 0                     | 0                     | 0                     | 0                     | –                     |
| 2008년 베이징         | 4                     | 0                     | 0                     | 0                     | 0                     | –                     |
| 2012년 런던           | 3                     | 0                     | 0                     | 0                     | 0                     | –                     |
| 2016년 리우데자네이루 | 5                     | 0                     | 0                     | 0                     | 0                     | –                     |
| 2020년 도쿄           | 5                     | 0                     | 0                     | 0                     | 0                     | –                     |
| 2024년 파리           | 미래의 이벤트         |                       |                       |                       |                       |                       |
| 2028년 로스앤젤레스   | 미래의 이벤트         |                       |                       |                       |                       |                       |
| 2032년 브리즈번       | 미래의 이벤트         |                       |                       |                       |                       |                       |
| 합계                  | 합계                  | 0                     | 0                     | 0                     | 0                     | –                     |